# Ecphylus minutus
Ecphylus minutus är en stekelart som beskrevs av Marsh 2002. Ecphylus minutus ingår i släktet Ecphylus och familjen bracksteklar. Inga underarter finns listade i Catalogue of Life.